# Sasakia monbeigi
Sasakia monbeigi är en fjärilsart som beskrevs av Charles Oberthür 1917. Sasakia monbeigi ingår i släktet Sasakia och familjen praktfjärilar. Inga underarter finns listade i Catalogue of Life.